# پایگاه نیروی هوایی لنگلی

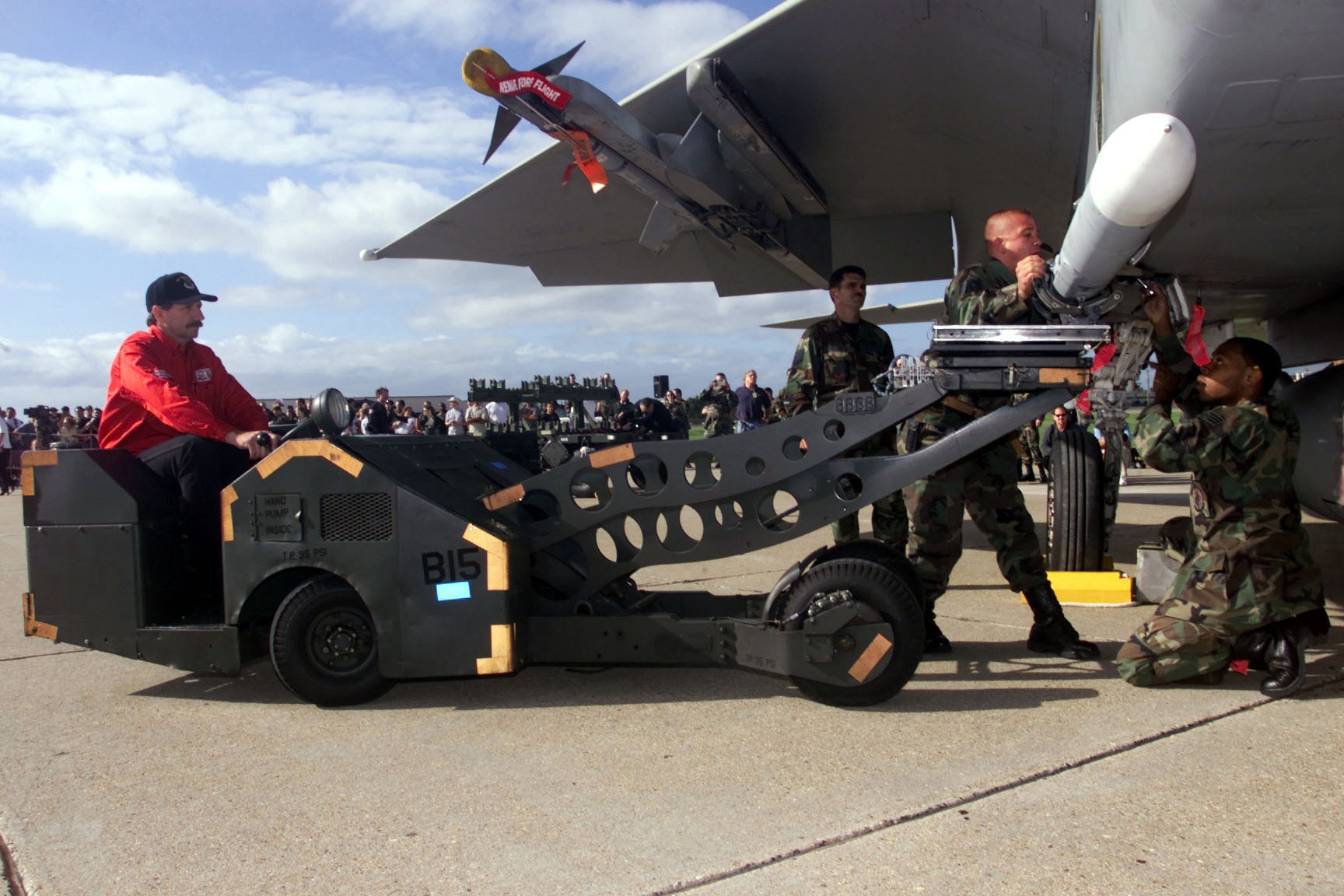

پایگاه نیروی هوایی لنگلی (به انگلیسی: Langley Air Force Base) واقع در ویرجینیا از پایگاه‌های مهم نیروی هوایی ایالات متحده آمریکاست. بال ۱ جنگنده در این پایگاه مستقر است.